# Club Guaraní
Club Guaraní je fotbalový klub z Pinozy, předměstí paraguayského hlavního města Asunción. Byl založen v roce 1903 a je po Clubu Olimpia druhým nejstarším klubem v zemi, jejich vzájemná utkání jsou proto známá jako „clásico más añejo“ (nejstarší derby). Klub se pojmenoval podle domorodého etnika Guaraníů, klubové barvy jsou žlutá a černá (o jejich původu existují dvě teorie: buď podle uruguayského CA Peñarol nebo podle vlajky korzára Francise Drakea). Byl zakládajícím členem Paraguayské fotbalové asociace a v roce 1906 hrál v prvním ročníku paraguayské nejvyšší soutěže: získal jedenáct mistrovských titulů a je spolu s Olimpií a Cerro Porteño jediným, kdo z ligy ještě nikdy nesestoupil.

## Úspěchy
- Mistr Paraguaye: 1906, 1907, 1921, 1923, 1949, 1964, 1967, 1969, 1984, 2010 Apertura, 2016 Clausura
- Copa Antel: vítěz 2013
- Pohár osvoboditelů: semifinalista 1966 a 2015